# GANEFO
Hry nově vzniklých sil (anglicky: Games of the New Emerging Forces) GANEFO jsou sportovní hry vytvořené prvním indonéským prezidentem Sukarnem na podzim roku 1962 jako protipól olympijských her.

## Pozadí vzniku
Na přelomu srpna a září 1962 Indonéské hlavní město Jakarta pořádalo 4. ročník Asijských her pod patronací MOV. Před začátkem her Indonéská diplomacie podlehla nátlakům ze strany Čínské lidové republiky, aby nevydala víza sportovcům Čínské republiky a podlehla i nátlakům ze strany arabských států, aby nevydala víza sportovcům Izraele. Podle směrnic MOV měly národní sportovní organizace fungovat odděleně od politiky, a to bylo vnímáno jako vměšování se do vnitřních záležitostí KONI (Komite Olahraga Nasional Indonesia, česky: Národní sportovní výbor Indonésie) ze strany indonéské vlády. To mělo za následek, že MOV poprvé v historii sáhl k nejtvrdšímu trestu a pozastavil Indonésii členství v MOV na dobu neurčitou. Indonéský prezident Sukarno pak jako odpověď ve svém projevu prohlásil, že sport nemůže existovat odděleně od politiky a MOV obvinil z poklonkování imperialismu. Současně také naplánoval založení nové sportovní organizace GANEFO a také naplánoval první konání her GANEFO v listopadu 1963 v Jakartě.

## Vzestup a pád her GANEFO
Jak už název napovídá, šlo o hry určené pro sportovce z rozvojových zemí, hlavně pak z nově vzniklých nezávislých vesměs socialistických států. GANEFO mělo ve svých stanovách jasně uvedeno, že politika a sport jsou vzájemně propojeny, což je přesný opak toho, co je uvedeno v doktríně MOV. Prvních her GANEFO v roce 1963 v Jakartě se zúčastnilo zhruba 2700 sportovců z 51 zemí a bylo v jejich průběhu překonáno celkem 6 světových rekordů. Druhé hry GANEFO se měly konat v Káhiře v roce 1967, ale kvůli politickým okolnostem byly zrušeny a uskutečnily se o 2 roky dříve 1965 v Phnompenhu a zúčastnilo se jich zhruba 2000 sportovců, ale už jenom z 18 zemí. Později tyto hry dostaly název 1. asijské hry GANEFO, neboť vyjma sportovců z Guiney se jich zúčastnili pouze sportovci z asijských zemí. Druhé asijské hry GANEFO byly naplánovány na rok 1970 do Pchjongjangu. Mezitím, ale v roce 1967 došlo v Indonésii ke státnímu převratu a k nastolení kleptokratické vlády nového prezidenta Suharta a v letech 1966–69 také ještě došlo ke kulturní revoluci v Číně, která tak úplně ztratila zájem o mezinárodní sportovní prezentaci. Tímto zmizely ze scény dvě hlavní vůdčí země organizace GANEFO a k žádným dalším hrám této organizace již nedošlo.

## Sankce vůči účastníkům her GANEFO
IAAF (Mezinárodní asociace atletických federací) a FINA (Mezinárodní plavecká federace) potrestaly atlety a plavce, kteří se zúčastnili 1. her GANEFO 1963 v Jakartě, zákazem účasti na LOH 1964 v Tokiu. Proti těmto sankcím se pojistil Sovětský svaz, který na 1. hry GANEFO vyslal sportovce se slabší výkonností, kteří by se na Olympiádu stejně nedostali.

## Medailové pořadí 5 nejúspěšnějších zemí z 1. her GANEFO 1963 v Jakartě
| Pořadí | Stát                         | Zlato | Stříbro | Bronz | Celkem |
| ------ | ---------------------------- | ----- | ------- | ----- | ------ |
| 1.     | Čína                         | 65    | 56      | 47    | 168    |
| 2.     | SSSR                         | 39    | 20      | 8     | 67     |
| 3.     | Indonésie                    | 17    | 24      | 30    | 71     |
| 4.     | Sjednocená arabská republika | 16    | 14      | 12    | 42     |
| 5.     | KLDR                         | 14    | 15      | 23    | 52     |

## Medailové pořadí 3 nejúspěšnějších zemí ze 2. her GANEFO 1965 v Phnompenhu
| Pořadí | Stát     | Zlato | Stříbro | Bronz | Celkem |
| ------ | -------- | ----- | ------- | ----- | ------ |
| 1.     | Čína     | 108   | 57      | 34    | 199    |
| 2.     | KLDR     | 30    | 42      | 32    | 104    |
| 3.     | Kambodža |       |         |       |        |
| 4.     | Japonsko | 10    | 12      | 8     | 30     |